# Hadal (geografia)
Hadal (od Hades) – najgłębsza strefa występująca w oceanach. Zaczyna się od głębokości 6000 metrów, obejmuje głównie rowy oceaniczne. 
Znane są 33 rowy oceaniczne i 13 głębokich niecek zaliczanych do hadalu (stan na grudzień 2017 r.). W strefie hadalu występują liczne drobnoustroje, a także niektóre rodzaje gąbek, parzydełkowców (głównie meduz i ukwiałów), wieloszczetów, ślimaków, skorupiaków (przede wszystkim równonogów i krewetek) oraz szkarłupni (najczęściej strzykw). W osadach dna oceanu strefy hadalu występują drobnoustroje (w tym bakterie i wirusy) oraz grzyby.